# Deutscher Schauspielerpreis 2013
Die zweite Verleihung des Deutschen Schauspielerpreises fand am 11. Februar 2013 im Berliner Renaissance-Theater statt. Als Ehrenpreisträger stand bereits zuvor Götz George fest. Dunja Hayali führte durch die Veranstaltung. Kulturstaatsminister Bernd Neumann hielt eine Ansprache. Die Jury bestand aus Christina Hecke (Vorsitz), Steffi Kühnert, Bettina Lamprecht, Tilo Nest, Petra Schmidt-Schaller und Oliver Wnuk.

## Preisträger und Nominierte

### Schauspielerin in einer Hauptrolle

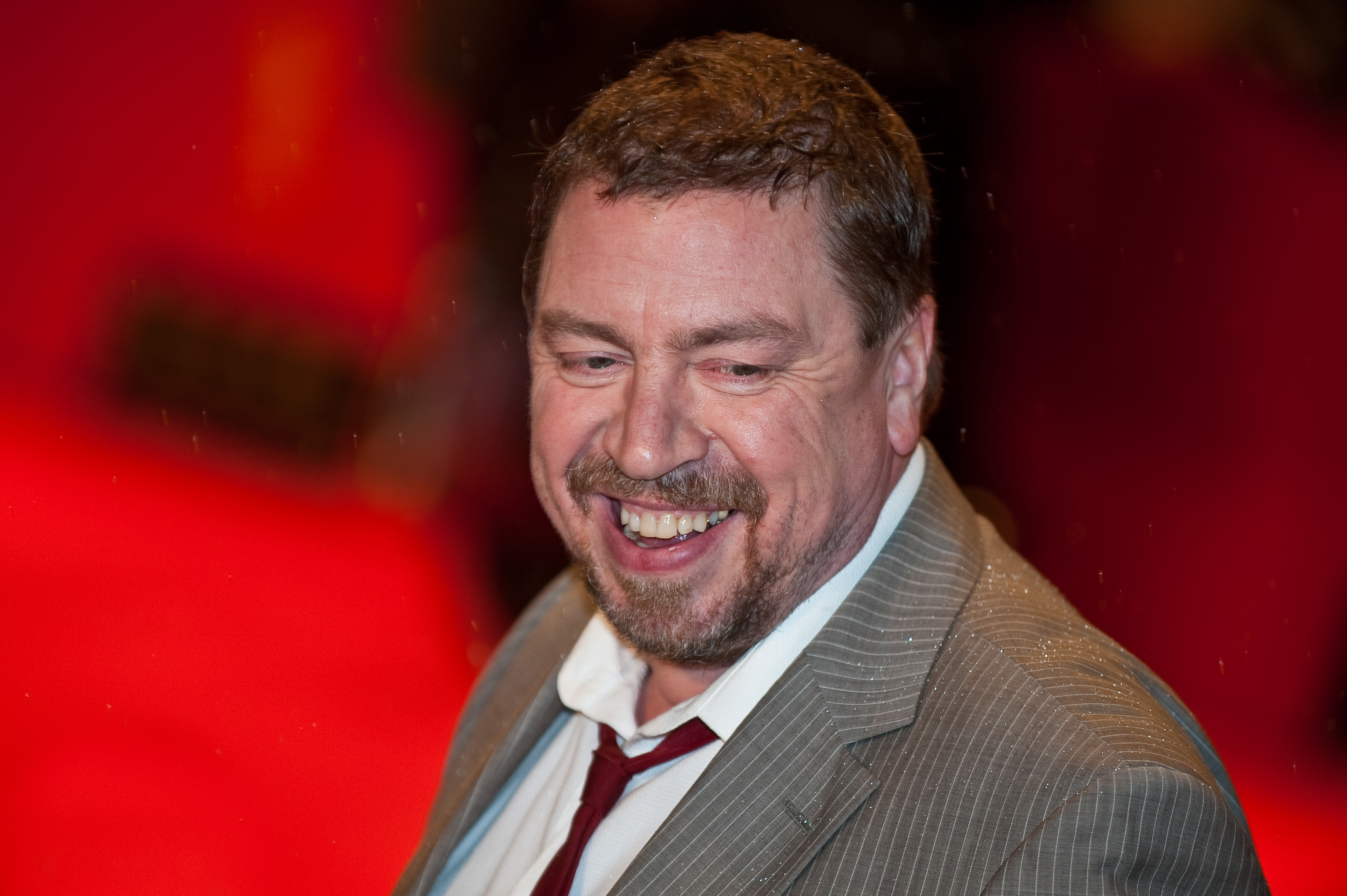
Armin Rohde (2010)

Maja Schöne für Der Brand
Nina Kunzendorf für Tatort: Es ist böse und Liebesjahre
Birgit Minichmayr für Gnade
Laudatorin: Dagmar Manzel

### Schauspieler in einer Hauptrolle
Armin Rohde für Alleingang
August Diehl für Wir wollten aufs Meer
Charly Hübner für Unter Nachbarn und Polizeiruf 110: Einer trage des anderen Last
Laudator: Milan Peschel

### Schauspielerin in einer Nebenrolle
Gerti Drassl für Das Wunder von Kärnten und Spuren des Bösen
Corinna Kirchhoff für Riskante Patienten
Ursina Lardi für Lore
Laudator: Franz Dinda

### Schauspieler in einer Nebenrolle
Mark Waschke für Der Brand
Lars Eidinger für Tatort: Borowski und der stille Gast
Aljoscha Stadelmann für Riskante Patienten
Laudatorin: Christine Urspruch

### Schauspielerin Nachwuchs
Aylin Tezel für Am Himmel der Tag
Lola Dockhorn für Einer wie Bruno
Paula Kroh für Inklusion – gemeinsam anders
Laudatorin: Pegah Ferydoni

### Schauspieler Nachwuchs
Kai Malina für Lore
Max von der Groeben für Inklusion – gemeinsam anders
Rick Okon für Romeos
Laudatorin: Jessica Schwarz

### Starker Auftritt
- Ellen Schwiers in  In den besten Jahren
- Marc Bischoff in Tatort: Es ist böse

Laudator: Antoine Monot Jr

### Ensemble
Polizeiruf 110: Schuld (Regie: Hans Steinbichler, Casting: An Dorthe Braker; Darsteller: Matthias Brandt, Anna Maria Sturm, Daniel Christensen, Barbara Bauer, Sarah-Lavinia Schmidbauer, Michael A. Grimm, Andreas Giebel, Martin Lima, Doris Buchrucker, Fred Stillkrauth, Sigi Zimmerschied, Moritz Katzmair, Klaus Haderer, André Jung, Peter Dehnert, Christine Adler, Maximilian Krückl, Thorsten Krohn, Zoe Thurau)

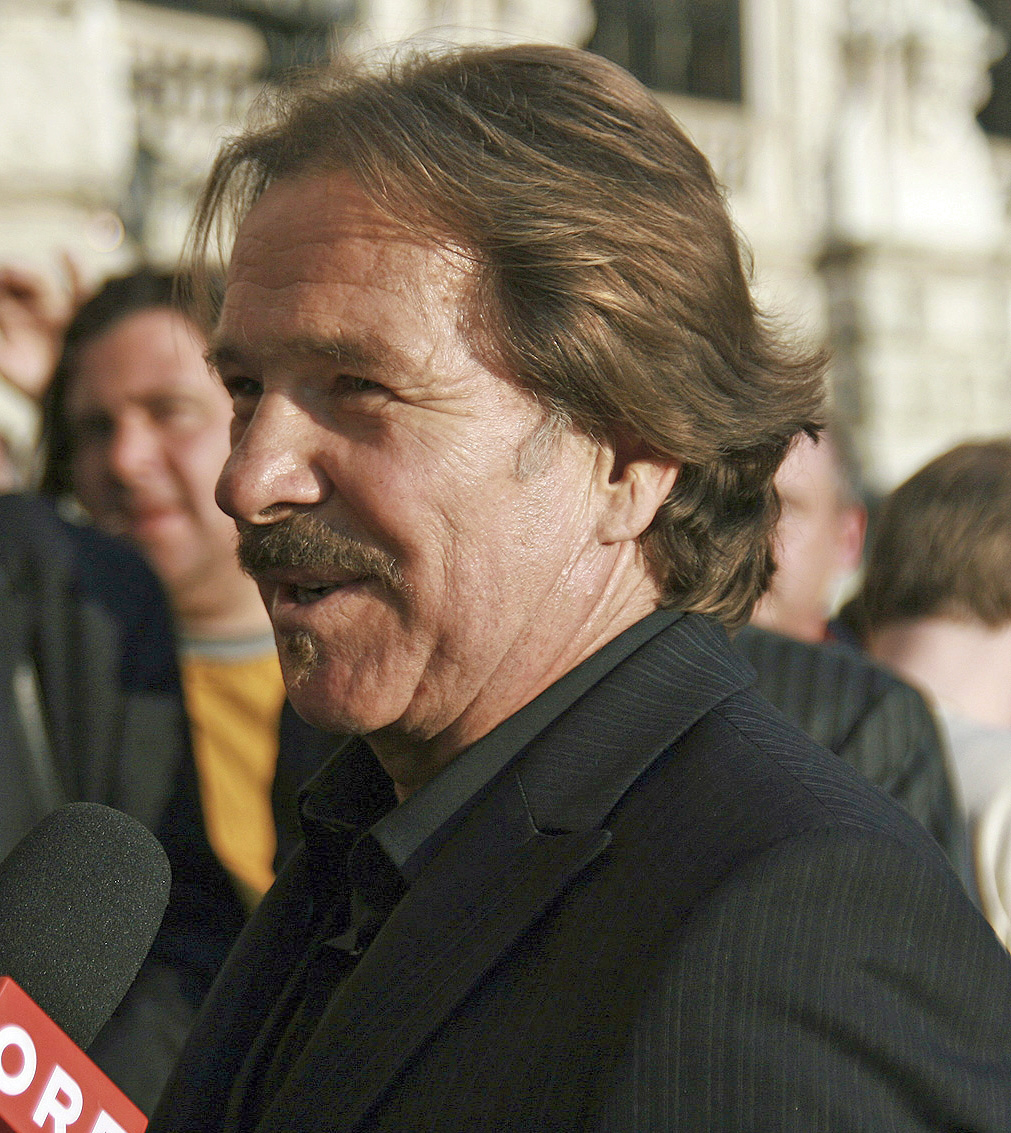
Götz George (2009)

Laudator: Thomas Schmuckert

### Ehrenpreis „Lebenswerk“
für Götz George
Laudator: Matti Geschonneck

### Ehrenpreis „Inspiration“
für Volker Ludwig
Laudatorin: Petra Zieser